# Württembergisches Klosterbuch
Das Württembergische Klosterbuch ist ein Nachschlagewerk über alle bekannten Klöster, Stifte und Ordensgemeinschaften in Württemberg.

## Beschreibung
Das Werk beinhaltet eine ausführliche Beschreibung der Geschichte der Ordensniederlassungen in Württemberg sowie Artikel über jeden einzelnen Konvent. Diese enthalten Darstellungen zu deren Geschichte, Strukturen und dem geistlichen Leben sowie ein Quellen- und Literaturverzeichnis.
Es entstand ab dem Jahr 2000 auf Betreiben des Geschichtsvereins der Diözese Rottenburg-Stuttgart und konnte 2003 – 200 Jahre nach dem Reichsdeputationshauptschluss sowie 175 Jahre nach der Inthronisation des ersten Bischofs derselben Diözese – veröffentlicht werden.
Dabei gliedert sich das Buch in drei Teile. Der erste beschreibt das Klosterleben in Württemberg vom Beginn bis in die heutige Zeit. Der zweite Teil widmet sich den einzelnen Objekten. Über 400 Einheiten werden von den Klöstern selbst über ihre Stifter, Ritterorden, Drittordensgemeinschaften, den Beginen und Begharden bis zu den männlichen und weiblichen Kollegiatstiften zusammen mit weiterführenden Literaturangaben dargestellt. Deren (alphabetische) Ordnung wird bis zur Säkularisation beibehalten. Als Drittes zeigt der Band die gegenwärtigen Ordensgemeinschaften. Räumliche Grenze der Auswahl ist die heutige württembergische Diözese Rottenburg-Stuttgart. Abschließend ist der Anhang mit einer Sortierung der Klöster nach Landkreisen und Gemeinden samt Anschriften sowie Literaturverzeichnis, Abbildungsverzeichnis, Verfasserverzeichnis, Orts- und Personenregister.

## Inhaltsverzeichnis
Übersichtsdarstellungen
- Das Mönchtum in fränkischer Zeit. Klöster als Träger der Mission und Bildung. Friedrich Prinz. S. 3–20
- Kirchenreform und kanonikale Lebensform. Sönke Lorenz. S. 21–34
- Hochmittelalterliche Reformbewegungen. Differenzierungsprozesse im benediktinisch geprägten Ordenswesen des 11. und 12. Jahrhunderts. Klaus Schreiner. S. 35–48
- Die Bettelorden und ihre Präsenz im „Schwäbischen“. Isnard Wilhelm Frank. S. 49–64
- Die Gleichheit und die Differenz. Klösterliche Lebensformen für Frauen im Hoch- und Spätmittelalter. Gisela Muschiol. S. 65–76
- Die Reformbewegungen der Bettelorden im 15. Jahrhundert. Bernhard Neidinger. S. 77–90
- Reformstreben im spätmittelalterlichen Mönchtum. Benediktiner, Zisterzienser und Prämonstratenser auf der Suche nach strenger Observanz ihrer Regeln und Statuten. Klaus Schreiner. S. 91–108
- Orden und Klöster zwischen reformatorischer Anfrage und barocker Blüte. Konstantin Maier. S. 109–124
- Aufklärung und Säkularisation. Franz Quarthal. S. 125–138
- Die Auferstehung der Klöster in Württemberg. Otto Weiss. S. 139–154
- Erneuerungsbewegungen nach dem Zweiten Vatikanischen Konzil: Exemplarisch aufgezeigt an der Klostergemeinschaft der Franziskanerinnen der Ewigen Anbetung, Schwäbisch Gmünd. Benedicta Ewald. S. 155–164

Einzelne mittelalterliche Konvente
- Altböckingen. Maria Magdalena Rückert. S. 172
- Altshausen. Deutscher Orden. Jörg Seiler. S. 174–176
- Argenhardt. Waldbrüder (Untere Zelle). Pauliner-Eremiten (Obere Zelle). Elmar L. Kuhn. S. 179–180
- Baindt. Zisterzienserinnen. Otto Beck. S. 182–183
- Bartenstein (Kapuziner). Kurt Andermann. S. 184
- Beutelsbach (Kollegiatstift). Oliver Auge. S. 189–190
- Boos. Zisterzienserinnen. Otto Beck. S. 199–200
- Buchhorn. Dominikaner-Terziarinnen. Thomas Weiland. S. 205–206
- Frauental. Maria Magdalena Rückert. S. 242–243
- Frauenzimmern. Maria Magdalena Rückert. S. 243–244
- Gnadental. Maria Magdalena Rückert. S. 248–249
- Herrenalb. Zisterzienser. Kurt Andermann. S. 273–275
- Hofen. Benediktiner. Georg Wieland. S. 282–283
- Hohebach. Maria Magdalena Rückert. S. 283
- Isny. Benediktiner. Konstantin Maier. S. 293–296
- Isny. Franziskaner-Terziarinnen. Nicola Siegloch. S. 296
- Itzingen. Maria Magdalena Rückert. S. 296
- Kirchbach. Maria Magdalena Rückert. S. 301–303
- Kißlegg. Franziskaner-Terziarinnen. Thomas Weiland. S. 306–307
- Königseggwald. Franziskaner-Terziarinnen. Andreas Butz. S. 310–311
- Königseggwald. Benediktiner. Wolfgang Zimmermann. S. 310
- Kupferzell. Franziskaner. Kurt Andermann. S. 316
- Langenargen. Kapuziner. Matthias Ilg. S. 317
- Langnau. Pauliner-Eremiten. Elmar L. Kuhn. S. 318–319
- Lauterstein. Maria Magdalena Rückert. S. 321
- Leutkirch. Franziskaner-Terziarinnen. Nicola Siegloch. S. 322–323
- Lichtenstern. Maria Magdalena Rückert. S. 323–325
- Löwental. Dominikanerinnen. Georg Wieland. S. 325–327
- Lorch, Kollegiatstift. Klaus Graf. S. 327–328
- Lorch, Benediktiner. Klaus Graf. S. 328–330
- Neusaß. Maria Magdalena Rückert. S. 364
- Pfedelbach. Kapuziner. Kurt Andermann. S. 383
- Ravensburg. Karmeliter. Andreas Schmauder. S. 387–388
- Ravensburg. Antoniter. Adalbert Mischlewski. S. 388–389
- Ravensburg. Kapuziner. Andreas Schmauder. S. 389–390
- Ravensburg. Franziskaner-Terziarinnen. Andreas Schmauder. S. 390–391
- Reute. Franziskaner-Terziarinnen. Andreas Butz. S. 393–394
- Rötsee. Benediktiner. Konstantin Maier. S. 401
- Rohrdorf. Benediktinerinnen. Konstantin Maier. S. 403–404
- Schöntal. Maria Magdalena Rückert. S. 433–437
- Sindelfingen. Augustiner-Chorherren. Oliver Auge. S. 457–459
- Stuttgart. Kollegiatstift. Oliver Auge. S. 464–467
- Waldsee. Augustiner-Chorherren. Joachim Fischer. S. 493–496
- Waldsee. Franziskaner. Michael Barczyk. S. 496–497
- Waldsee. Franziskaner-Terziarinnen. Michael Barczyk. S. 497–498
- Wangen. Kapuziner. Matthias Ilg. S. 498–499
- Weingarten. Franziskaner-Terziarinnen. Andreas Butz. S. 505–506
- Weißenau. Prämonstratenser. S. 506–509
- Wolfegg. Kollegiatstift. Otto Beck. S. 516–518
- Wurzach. Paulaner. Otto Beck. S. 519–521
- Wurzach. Augustiner-Terziarinnen. Otto Frisch. S. 520
- Wurzach. Franziskaner-Terziarinnen „Maria Rosengarten“. Otto Beck. S. 520–522
- Zeil. Kollegiatstift. Otto Beck. S. 523–524

Neuzeitliche Ordensniederlassungen
- Benediktinerabtei Weingarten (OSB). Harald Talgner. S. 538–542
- Franziskaner (OFM). Weingarten, Weggental/Rottenburg, Wangen, Saulgau, Rottweil, Ulm. Gisela Fleckenstein. S. 542–545
- Jesuiten (SJ). Stuttgart, Ravensburg. Bertram Fink. S. 545–546
- Kartäuser (OCart). Marienau. S. 548–550
- Salvatorianer (SDS). Bad Wurzach. Stuttgart-Giebel. Leonhard Berchtold. S. 558–559
- Steyler Missionare (SVD). Blönried/Aulendorf. Werner Prawdzik. S. 560–561
- Benediktinerinnen (OSB). Kellenried. Ignatia Kretz. S. 562–564
- Kongregation der Franziskanerinnen von Reute. Paulin Link. S. 581–584
- Kongregation der Armen Schulschwestern von Unserer Lieben Frau. Rottenburg, Ravensburg, Bad Wurzach. Herbert Aderbauer. S. 585–587

## Rezeption
Nach Gerhard Köbler biete das Württembergische Klosterbuch den „einfachsten und besten Zugang für das Wissen vom mehr als tausendjährigen Klosterleben in Württemberg.“ Helmut Flachenecker kritisiert, dass „Karten mit den geistlichen Institutionen im zeitlichen Querschnitt“ weitgehend fehlen. Dafür sei das Klosterbuch in seiner Objektauswahl sehr umfangreich und in einigen Fällen der Schwestersammlungen werden „die ersten Nachrichten über diese geistlichen Gemeinschaften überhaupt“ vorgestellt. Darüber hinaus erkennt Klaus Schreiber eine gewisse Uneinheitlichkeit und ein gelegentliches Ungleichgewicht in den Artikelgrößen des dritten Teils, welche zum Teil ausufernd wirken. Dagegen fehlten an manchen Stellen Angaben zur Anzahl der Mönche. Durch die hohe Anzahl seiner Beiträge und seiner Eigenschaften als Lexikon könne das Werk zwar lediglich Orientierung für eine tiefere Einarbeitung bieten, beschließt Armin Schlechter, sei jedoch als zukünftiges Standardwerk anzusehen.

## Rezensionen
- Helmut Flachenecker: Wolfgang Zimmermann, Nicole Priesching (Hg.), Württembergisches Klosterbuch. Klöster, Stifte und Ordensgemeinschaften von den Anfängen bis in die Gegenwart. In: Concilium Medii Aevi. 8, 2005, S. 1005–1006.
- Gerhard Köbler: Württembergisches Klosterbuch. In: Zeitschrift der Savigny-Stiftung für Rechtsgeschichte: Germanistische Abteilung.121, Nr. 1, 2004, S. 560–561.
- Klaus Schreiber: Württembergisches Klosterbuch. In: Informationsmittel für Bibliotheken, 05-1-089 (Digitalisat).
- Armin Schlechter: Schlechter über Zimmermann / Priesching (Hrsg.): Württembergisches Klosterbuch. (bsz-bw.de).

## Ausgabe
- Wolfgang Zimmermann, Nicole Priesching (Hrsg.): Württembergisches Klosterbuch. Klöster, Stifte und Ordensgemeinschaften von den Anfängen bis in die Gegenwart. Thorbecke, Ostfildern 2003, ISBN 3-7995-0220-3. 587 Seiten, mit Abbildungen und Karten.